# Метилхавикол

## Свойства
Жидкость с резким анисово-травянистым запахом.
Растворим в спиртах, простых и сложных эфирах, хлороформе.
При кипячении со спиртовым раствором гидроксида калия изомеризуется в анетол: 
|                                  | спирты, KOH |
| {\displaystyle \longrightarrow } |             |
|                                  |             |

При окислении переходит в гомоанисовую кислоту ((4-Метоксифенил)уксусная кислота).

## Нахождение в природе
Основной компонент эфирного масла эстрагона (60—75%), также встречается в эфирных маслах базилика душистого (23—88%), аниса (2%), фенхеля, скипидаре и сосновом эфирном масле.

## Применение
Используется как компонент парфюмерных композиций.